# Сонин, Александр Николаевич
Александр Николаевич Сонин (6 августа 1983, Железногорск) — российский футболист, нападающий.

## Карьера
Воспитанник орловской СДЮШОР № 3 и швейцарской «Лозанны». В 2001 году начал профессиональную карьеру в московском «Спартаке». 11 июля 2001 года дебютировал в матче против новороссийского «Черноморца». Играл редко, в основном выходя на замену. За два сезона 2001—2002 провёл 10 игр, забив 2 мяча. По окончании сезона перешёл на правах аренды в киевское «Динамо-2». В августе 2003 года был передан в субаренду киевскому «Арсеналу». В январе 2004 года вернулся в «Спартак», выступал преимущественно за дубль. В 2006 году перешёл в латвийский «Диттон», возглавляемый в то время Сергеем Юраном.
В 2007 году возглавивший «Шинник» Юран пригласил Сонина в команду. В первом дивизионе-2007 ярославский клуб занял первое место и завоевал путёвку в премьер-лигу, Сонин сыграл 13 игр (забил 1 мяч). Сезон 2008 года он начал в «Шиннике», однако сыграл только 5 игр за молодёжный состав, а 25 апреля перешёл в клуб «Нижний Новгород», дебютировавший в 2008 году во втором дивизионе России (зона «Урал-Поволжье»).

## Достижения
- Победитель Кубка России (2003).
- Бронзовый призёр чемпионата России (2002).
- Победитель первого дивизиона первенства России 2007.

## Статистика в «Спартаке»
- В чемпионате России — 10 игр (2 гола).
- В Кубке России — 2 игры (1 гол).
- В еврокубках — 2 игры.